# 黄晓娟 (1962年)
黄晓娟（1962年—），辽宁阜新人，汉族，中华人民共和国演员、第十一届全国人民代表大会解放军代表。

## 生平
毕业于辽宁文化艺术职工大学表演专业，中国共产党党员（1986年入党）。担任沈阳军区前进文工团演员。2008年起担任全国人大代表。